# Pseudovespicula dracaena
Pseudovespicula dracaena är en fiskart som först beskrevs av Cuvier 1829.  Pseudovespicula dracaena ingår i släktet Pseudovespicula och familjen Tetrarogidae. Inga underarter finns listade i Catalogue of Life.